# Çiçekli, Çiçekdağı
Çiçekli là một xã thuộc huyện Çiçekdağı, tỉnh Kırşehir, Thổ Nhĩ Kỳ. Dân số thời điểm năm 2010 là 126 người.